# Thomas François Burgers
Thomas François Burgers (Graaff-Reinet, 15 aprile 1834 – Richmond, 9 dicembre 1881) è stato un politico boero, 4º Presidente della Repubblica Sudafricana del Transvaal dal 1871 al 1877.

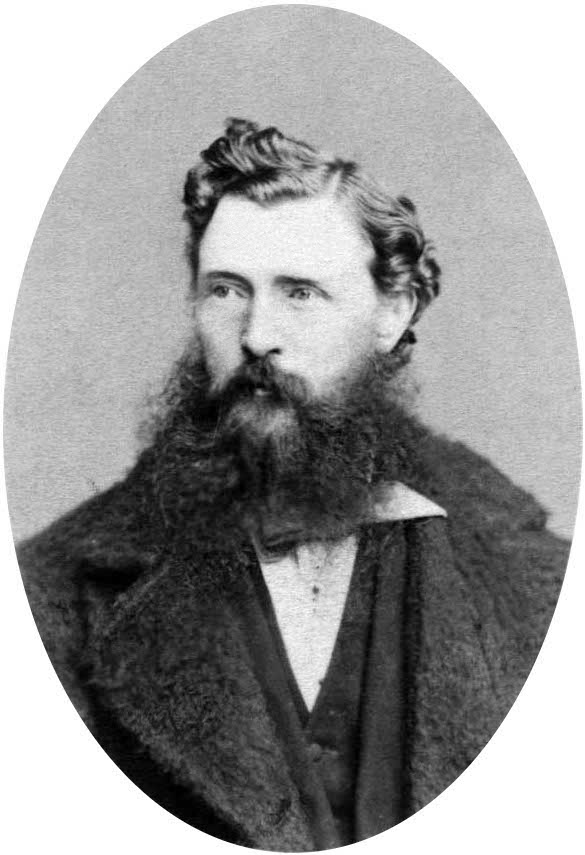
Thomas François Burgers

La sua fu una presidenza molto controversa, poiché egli permise, senza opporre resistenza, alla Gran Bretagna l'annessione del suo paese.

## Gioventù e studi
Nacque nella fattoria di Langefontein, nel distretto di Camdeboo nei pressi di Graaff-Reinet, nella Colonia del Capo, figlio minore di Barend ed Elizabeth Burger.
Frequentò l'Università di Utrecht, nei Paesi Bassi, dove nel 1859 conseguì il grado di Dottore in teologia. Dotato di una incantevole eloquenza, ma persona eccessivamente individualistica, durante il suo soggiorno olandese subì l'influenza del professor C.W. Opzoomer abbracciandone le sue idee liberali e razionaliste.

## Un reverendo molto controverso
Nel 1859, al suo ritorno in Africa del Sud, fu ordinato ministro o pastore della Chiesa Riformata olandese e fu assegnato ad Hanover, nella Colonia del Capo dove esercitò il suo ministero per otto anni.
In questo periodo i suoi sermoni non proprio tradizionali attirarono una certa attenzione e a causa di queste sue opinioni poco ortodosse, Burgers fu coinvolto in una burrascosa controversia con la Chiesa Riformata Olandese a causa del suo presunto liberalismo e del suo scetticismo sulla pura verità della Bibbia. Egli era molto critico verso la cultura tradizionale e attribuiva grande importanza al sapere inteso come scienza. Nel 1862, le sue dottrine poco convenzionali lo condussero a subire una accusa di eresia; nel 1864 fu trovato colpevole dal Sinodo del Capo e sospeso. Non si dette per vinto e si appellò alle autorità coloniali che lo avevano nominato pastore e ottenne un giudizio in suo favore: infatti la Corte Suprema rovesciò il verdetto del Sinodo e, nel 1865, fu riabilitato e ottenne di esercitare il suo ministero. Nel 1867 quest'ultimo giudizio fu confermato dal Consiglio Privato della Corona Britannica.

## Presidente del Transvaal

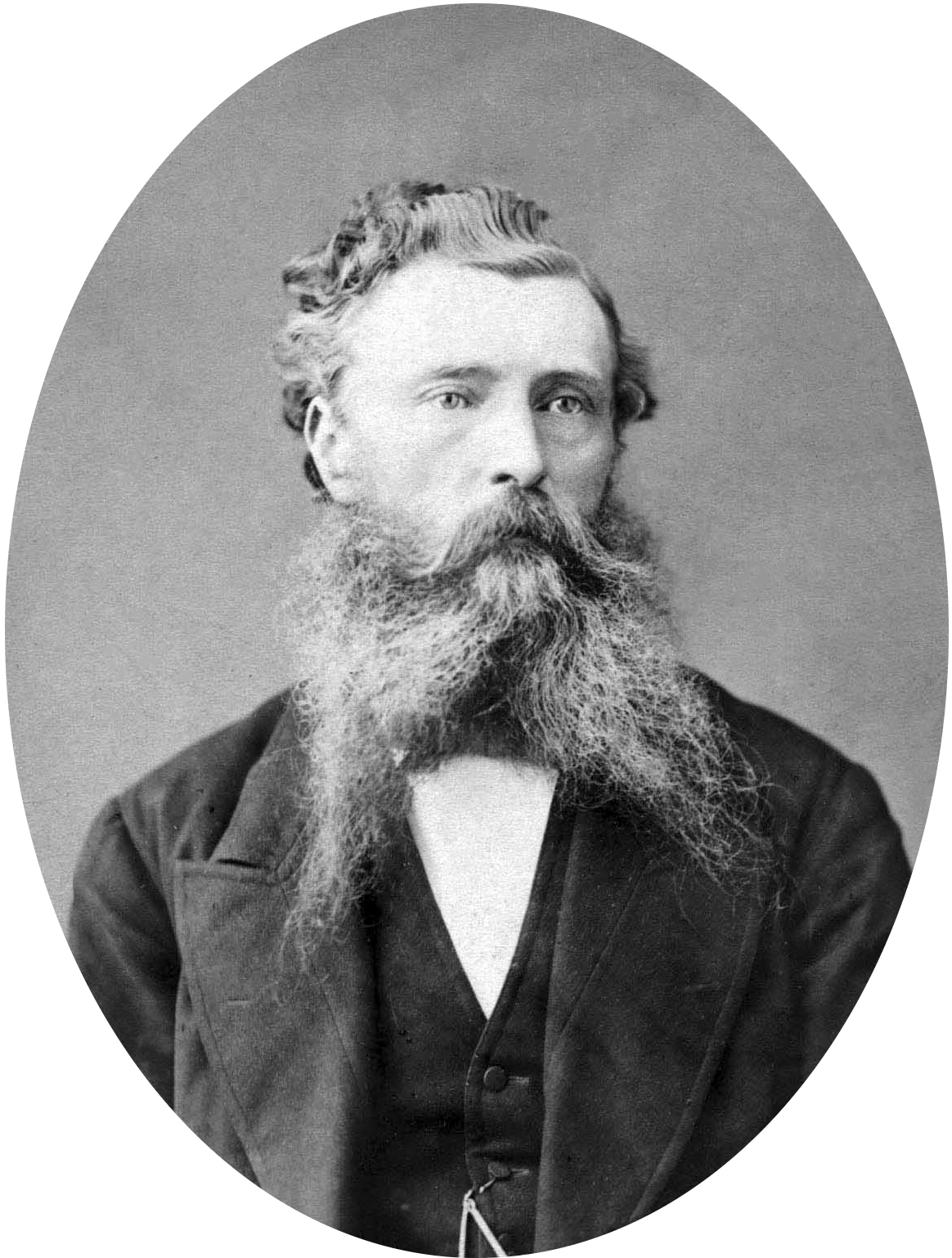
Il Presidente Th.F. Burgers nel 1877

La sua cultura e la sua eloquenza spinsero le personalità più autorevoli fra i burghers del Transvaal a patrocinare una sua candidatura alla presidenza della repubblica, dopo le dimissioni, nel 1871, di Marthinus Wessel Pretorius e dopo il rifiuto del presidente dello Stato Libero di Orange, Johannes Henricus Brand ad accettare l'incarico. Burgers fu eletto con una maggioranza schiacciante (2964 voti contro i 388 del suo avversario).
Egli assunse ufficialmente la carica di presidente prestando giuramento il 1º luglio 1872.
Ben presto, però le sue idee evolute in tema di governo, istruzione e religione, provocarono l'ostilità dei boeri.
La sua presidenza fu caratterizzata da una serie innumerevole di insuccessi.
Nel 1873 tentò di convincere il capo Barolong Montsioa a modificare a suo vantaggio i confini del suo territorio così come erano stati fissati dall'arbitrato di Robert Keate, ma quest'approccio fallì.
Nel 1874 egli introdusse le prime monete della Repubblica Sudafricana del Transvaal, chiamate Burgerspond. Esse furono coniate all'Heaton ‘s Mint a Birmingham, in Inghilterra, dove si era recato per una visita ufficiale. Ma alcuni suoi connazionali criticarono queste emissioni del Burgerspond, a causa del fatto che le monete ritraevano il presidente Burgers come un dittatore.
Nel 1875 il presidente lasciò il suo paese, affidandone la presidenza al vice Petrus Jacobus Joubert, per intraprendere un viaggio in Europa al fine di promuovere il suo progetto di unire il Transvaal con la costa attraverso una ferrovia che arrivasse fino alla baia di Delagoa, sull'Oceano Indiano, la quale era stata recentemente assegnata al Portogallo dall'arbitrato del Presidente della Repubblica Francese, Patrice de MacMahon. All'uopo, il Transvaal aveva stipulato, nel dicembre dello stesso anno, un trattato con i portoghesi che contemplava appunto la costruzione di una strada ferrata. 
Dopo aver subito, in incontri avvenuti a Londra,numerosi rifiuti di aiuti finanziari, Burgers riuscì a procurarsi 90 000 sterline nei Paesi Bassi, acquistando una gran quantità di macchinari ferroviari che, però, al suo arrivo alla baia di Delagoa furono ipotecati per pagare il trasporto: per quanto riguarda Burgers la faccenda era conclusa.
Il progetto della ferrovia fallì del tutto l'anno seguente quando il Presidente, ormai impopolare, persuase il Volksraad a dichiarare guerra a Sikhukhune (Secocoeni) un potente capo indigeno Pedi il cui territorio si trovava sul percorso del progetto ferroviario, nel Transvaal orientale. La campagna militare fu un disastro e a causa di quest'avvenimento la repubblica cadde in una situazione di anarchia e insolvenza finanziaria, mentre gli Zulu, in gran numero, minacciavano un'invasione.

## Annessione alla Gran Bretagna
Ormai in piena crisi finanziaria e sull'orlo della guerra civile, nel 1877 il Transvaal fu annesso dal governo britannico desideroso di promuovere una federazione del Sudafrica, ma soprattutto ansioso di espandere il suo impero. Sir Theophilus Shepstone, che era stato mandato ad indagare sulla situazione interna del Transvaal, intervenne e proclamò, il 12 aprile 1877 l'annessione della repubblica boera all'Impero britannico. Il presidente, in pratica acconsentì riguardo l'assoluta urgenza dell'annessione: infatti dopo una debole protesta, uno scoraggiato Burgers consegnò il suo paese a Shepstone e alla sua forza di annessione, costituita da soli 25 poliziotti, rappresentanti la Corona Britannica.

## Ultimi anni
Dopo queste vicende Burgers si ritirò dalla vita politica, vivendo nell'anonimato, stabilendosi in una fattoria ad Hanover, percependo anche un vitalizio dall'amministrazione Britannica. Morì il 9 dicembre 1881 a Richmond, nella Colonia del Capo.
L'anno seguente, un volume di brevi racconti, Tooneelen uit ons dorp in origine scritte per il giornale del Capo Volksblad, fu pubblicato all'Aia a beneficio della sua famiglia.
In conclusione Burgers fu un patriota, un grande uomo di cultura, parlante correntemente sia l'olandese che l'inglese, aveva energie sconfinate, ma il suo fallimento fu dovuta alla sua passione per progetti illusori e quasi impossibili, che egli cercò di portare avanti senza mezzi sufficienti.